# 효능
효능(效能, 영어: efficacy)은 작업을 만족스럽거나 기대되는 수준으로 수행하는 능력이다. 이 용어는 효과와 동일한 어원에서 유래되었으며, 약리학에서는 효능과 효과(效果, 영어: effectiveness)를 구별하는 경우가 많지만 종종 동의어로 사용되었다.
효능이라는 단어는 약리학 및 의학의 연구 환경에서 의약품으로 달성할 수 있는 최대 반응과 임상 환경에서 충분한 치료 효과 또는 유익한 변화를 위한 능력을 모두 치징하는 데 사용된다.

## 같이 보기
- 약리학
- 의약품
- 효과